# Cerkev iz Akabe
Cerkev iz Akabe je zgodovinska cerkev iz 3. stoletja, katere ostanki stojijo v Akabi v Jordaniji. Leta 1998 jo je odkrila skupina arheologov in velja za najstarejšo znano krščansko cerkev na svetu. Njena prva faza je bila datirana med letoma 293 in 303, zaradi česar je starejša od cerkve Božjega groba v Jeruzalemu in cerkve Jezusovega rojstva v Betlehemu, ki sta bili zgrajeni v poznih 320-ih.
Njena obrobna lega znotraj rimskega cesarstva jo je verjetno rešila pred uničenjem med velikim pregonom, ki je izbruhnil le nekaj let po gradnji cerkve.

## Odkritje in identifikacija kot cerkev
To arheološko odkritje je junija 1998 v jordanskem obmorskem mestu Akaba odkrila skupina arheologov, ki so kmalu začeli odstranjevati ruševine. Arheologi so kmalu spoznali edinstvenost cerkve po njenem arhitekturnem slogu, ki je med zgodovinarji ovrgel mnenje, da so najstarejše cerkve v Jordaniji izvirale iz konca 4. stoletja. Starejše cerkve, odkrite v drugih delih sveta, prvotno niso bile uporabljene kot take , znan primer je bila hišna cerkev iz 3. stoletja na Dura-Europos.
Arheolog S. Thomas Parker iz University Park Severne Karoline, ki je vodil izkopavanja, je stavbo označil za cerkev, ki temelji na bazilikalni obliki, orientaciji proti vzhodu in nekaterih specifičnih najdbah, kot so steklene svetilke. Ena grobnica s sosednjega pokopališča je vsebovala dele bronastega križa, kar bi pomenilo, da je pripadal kristjanu. Dokumentirano je, da je bil leta 325 na Prvem nicejskem koncilu med udeleženci škof v Aili. Aila je rimsko in bizantinsko ime Akabo, obstoj škofa pa kaže, da je imela Aila do takrat veliko krščansko prebivalstvo. Iz Egipta so znane nekoliko novejše, a podobno zgrajene cerkve iz blatne opeke.

## Zgodovina
Cerkev iz Akabe je bila zgrajena nekje v pozni tretjini ali na začetku 4. stoletja, na kar kažejo lončarske najdbe iz njenih temeljev. Njena prva faza je bila datirana med letoma 293 in 303. Je starejša kot Dioklecijanovo protikrščansko preganjanje 303–313, eno največjih v rimski zgodovini, med katerim je bila stavba očitno zapuščena. Posledica velikega preganjanja je bila odstranitev več krščanskih zgradb v regiji; dobro ohranjeni status te cerkve je pripisan njeni obrobni lokaciji znotraj rimskega cesarstva. Nekaj med koncem Dioklecijanovega preganjalnega vala in letom 330 so cerkev prenovili in je v uporabi ostala do uničenja med katastrofalnim potresom leta 363. Njena smrt je datirana na podlagi najnovejših kovancev, ki jih je tam našel arheolog in so iz leta 337-361. Ko je bila opuščena, je propadlo zgradbo kmalu napolnil vetrni pesek, ki je pomagal ohraniti njene stene do izjemne višine.

## Opis
Stavba je imela obliko velike tridelne bazilike z narteksom in usmerjena po osi vzhod-zahod. Merila je 16 m  x 26 m in bila zgrajena iz blatne opeke nad kamnitimi temelji, z verjetno obokanimi ladjami ter obokanimi vrati. Ostanki stopnišča kažejo, da je imela dve nadstropji. Ladja se je končala na območju, ki mu je sledila pravokotna apsida.
Arheologi so odkrili zidove, visoke do 4,5 metra, temelje korne pregrade, zbirno omarico s kovanci, fragmente steklenih oljnih svetilk in pokopališče s 24 okostji, ki so tik ob cerkvi.
Cerkev je sprva imela približno 60 vernikov, po Dioklecijanskem pregonu pa so jo razširili tako, da je lahko sprejela do 100 vernikov.